# The Dell
The Dell var et fodboldstadion i Southampton, England, som var hjemmebanen for Southampton F. C. mellem 1898 og 2001.

## Nyt stadion
Siden 1896 havde Southampton havde været lejere af Hampshire County Cricket Club i County Ground, efter at have forladt Antilope Ground i sommeren 1896. Den leje, der skal betales til cricketklubben (£200 p.a.) lagde et pres på fodboldklubbens finanser, og i et forsøg på at mindske denne byrde, havde klubben anset en fusion med the Freemantle club og flytte til deres stadion i Shirley. Fusionen forslag var faldet , men på den ekstraordinære generalforsamling i juni 1897 blev medlemmerne blev orienteret om, at "udvalget havde en bane i udsigt".

## Byggeri
George Thomas, en fiskehandler fra Shirley, der var blevet udnævnt som direktør for aktieselskabet, da det blev dannet i sommeren 1896, så potentialet i den ryddede plads og købte jorden fra D.N.S.R. Ved begyndelsen af 1898–99 sæsonen, havde Thomas afholdt udgifter på mellem £7.500 og £9.000 for at erhverve og rydde stedet og bygge nye tilskuerepladser, og havde aftalt en tre-årig lejekontrakt til fodboldklubben til en leje af £250 p.a.